# 北松公路
北松公路是中華人民共和國  320国道的一段，位於上海市閔行區和松江區，起點為滬閔公路，與松匯東路相接，长18公里。它是松江历史上首条公路，始建于1932年，當時名為上松公路，後來道路以兩端的起始地點北橋和松江更名為北松公路。2012年，北松公路進行改擴建施工。

## 主要交会道路（东向西）
- 沪闵公路接放鹤路
- 中春路
- 华宁路
- 昆阳路
- 陪昆路
- 申港路
- 车峰北路/车峰公路
- 车亭公路/ 新车公路
- 香闵路
- 松卫北路
- 松汇东路、申牛路
- 松金公路接金玉路

## 轨道交通
- 沪闵公路口：5北桥站